# Плейона
Плейо́на (грец. Πλειόνη) — у давньогрецькій міфології — одна з океанід, дочка Океана і Тетії.
Дружина Атланта, мати Плеяд.